# Боке, Селин Сайек
Селин Сайек Боке (тур. Selin Sayek Böke; род. 28 августа 1972, Буффало, Нью-Йорк) — турецкий политик.

## Биография
Селин Боке родилась 24 августа 1972 года в американском городе Буффало в семье Искендера Сайека и его жены Фюсун. По одной ветви предки Селин — арабы-христиане, принадлежавшие к Антиохийской православной церкви, по другой — турки-сунниты из Нигде. В 1989 году Селин Боке окончила TED Ankara College. В 1993 году — факультет экономики Ближневосточного технического университета. В 1993—1999 годах Селин Боке училась в США в университете Дьюка, получила степень магистра и докторскую степень. Затем преподавала там же и работала во Всемирном банке. В 1999 году получила в университете Дьюка степень доктора философии.
В 1999—2001 годах работала в университете Бентли в должности ассистирующего профессора. Затем работала в вашингтонском отделении МВФ. Одновременно с работой в МВФ Селин Боке также преподавала в Джорджтаунском университета. С 2003 года преподавала в Билькентском университете. Также является членом Совета Турции по научно-техническим исследованиям.

### Политическая карьера
На 18-м внеочередном конгрессе республиканской народной партии, проходившем 6 сентября 2014 года, Селин Боке была избрана в партийный совет. В июне 2015 года она была избрана членом Великого национального собрания.